# Villa Masieri-Finotti
Villa Masieri-Finotti è un edificio in stile liberty che si trova in viale Cavour a Ferrara.

## Storia
Attorno al 1830 l'area era classificata come agricolo-ortiva mentre verso il 1880, col nuovo sistema catastale del Regno d'Italia, il sito risultò occupato da un esercizio commerciale, la birreria Margherita. Solo nel 1891 l'intera area venne acquistata dai Taddei che decisero la demolizione degli edifici preesistenti. All'inizio del XX secolo, tra il 1907 e il 1908, la vedova Taddei fece edificare la villa affidandone il progetto all'ingegnere Ciro Contini.
La parte della città che comprende sia viale Cavour sia i nuovi quartieri sorti a sud e che anticamente erano occupati da Castel Tedaldo e poi dalla Fortezza furono interessati nel primo dopoguerra dall'Addizione Contini.

## Descrizione

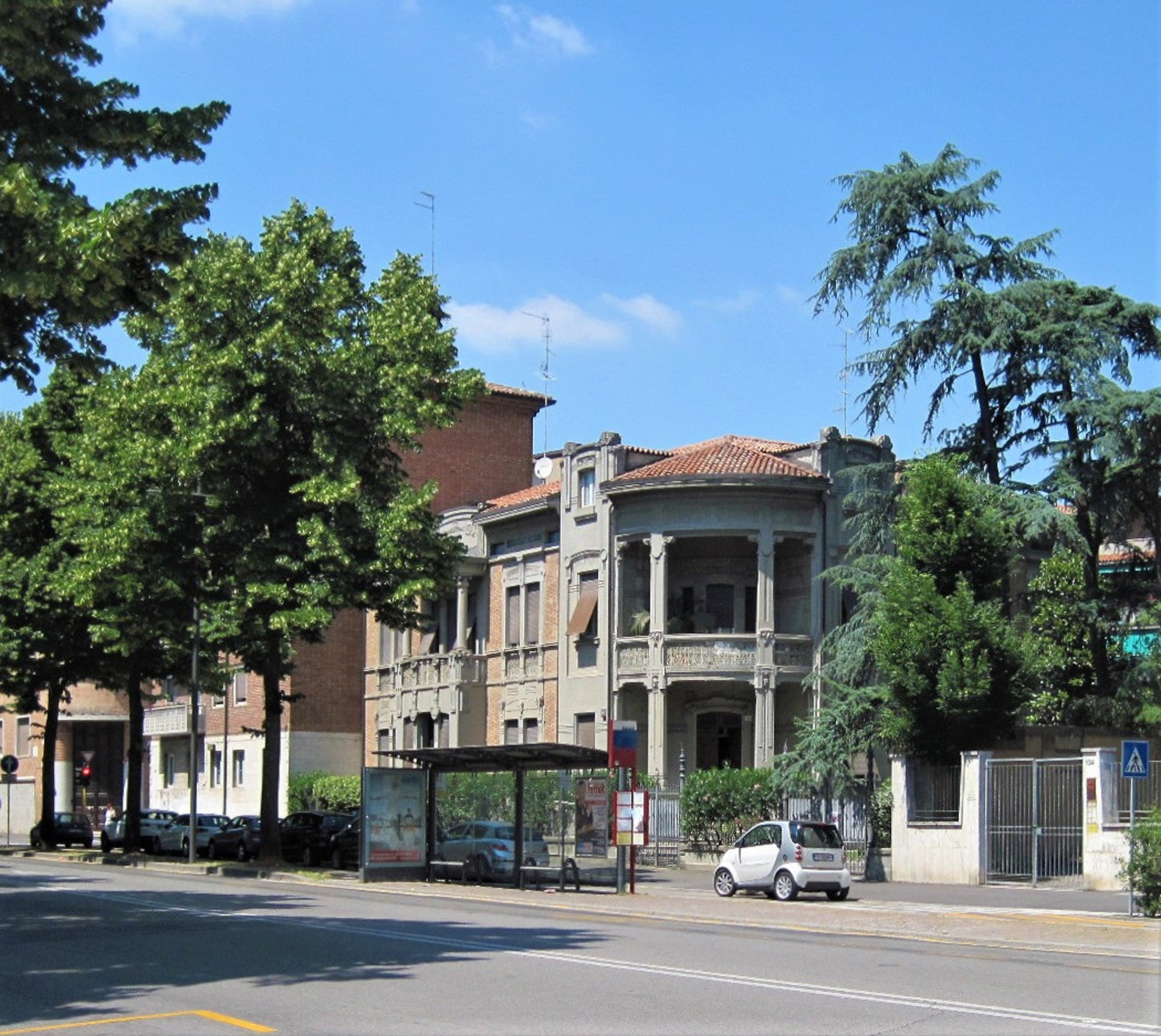
Villa Masieri-Finotti. Sullo sfondo, a sinistra, il Palazzo dell'Aeronautica.

Il prospetto della villa segue lo stile che Contini stava sviluppando in quel periodo. L'ingresso è particolare, in posizione angolare e rivolto verso il centro cittadino in direzione sud est. Presenta una doppia balconata che richiama sia stilemi dello Jugendstil sia il gusto razionalista che a breve interesserà l'architettura cittadina.
Quando venne costruito accanto, sul lato ad ovest, fu eretto anche un altro edificio di maggiori dimensioni divenuto poi un condominio. Questo fu danneggiato durante la seconda guerra mondiale e poi restaurato negli anni cinquanta. Sembra verosimile che l'edificio più grande sia stato pensato per essere affittato o venduto, mentre la villa sia stata da subito destinata alla famiglia.